# Drang nach Osten

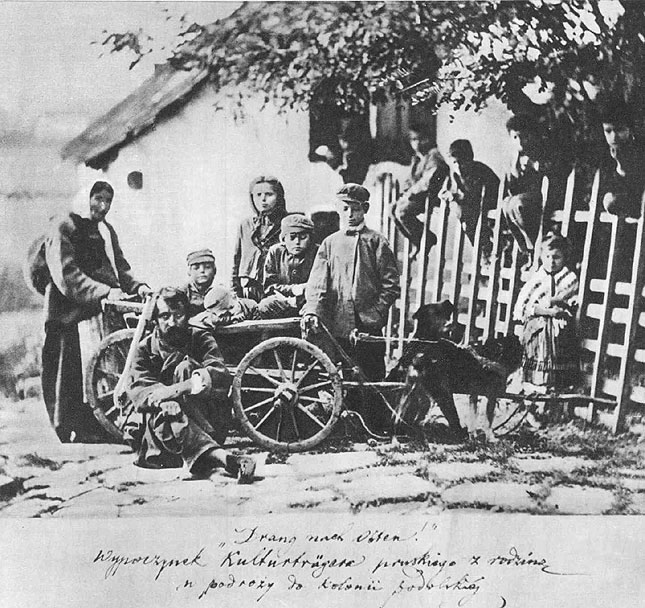
Colonos alemanes en la región de Kamianets-Podilskyi a finales del

Drang nach Osten (en español, ‘Empuje hacia el este’) es un término que fue usado por los nacionalistas en los siglos XIX y XX para explicar la necesidad de que Alemania obtuviera nuevos territorios en la Europa Oriental (política del Lebensraum).
Según esta idea del Drang nach Osten «los pueblos de habla alemana habrían ido colonizando poco a poco el territorio al este del río Elba, poblándolo y "civilizándolo". A los alemanes se habrían debido las innovaciones más importantes de la zona, los talentos artísticos mejores, la verdadera ciencia... En realidad la historiografía [alemana] decimonónica seleccionó y reunió diversos hechos históricos a menudo desconectados pero que podían ser interpretados de ese modo».

## Historia
El término tiene sus raíces en las obras del historiador Heinrich von Sybel (1817-1895), fundador de la "Alianza Panalemana" (Alldeutscher Verband), que apuntaba a un movimiento hacia el este como prueba de la "vitalidad" alemana, refiriéndose a la colonización alemana medieval (Ostsiedlung): «El afán antiguo de ir hacia el este debe ser revivido» (Der alte Drang nach dem Osten soll wiederbelebt werden). Por otra parte, los intelectuales polacos y rusos comenzaron a referirse a la Ostsiedlung como Drang nach Osten.
Mientras que en Alemania el término Drang nach Osten ha sido casi desconocido, en los países de la Europa oriental se empleaba en la propaganda contra el expansionismo alemán y es parte de su historiografía hasta ahora.
Finalizada la Primera Guerra Mundial con el Tratado de Versalles (1919), por el que varios territorios orientales alemanes fueron entregados a Polonia, el gobierno polaco, en un período de expansionismo nacionalista bajo Józef Piłsudski, y, dada la oportunidad por primera vez de asimilar y expulsar a poblaciones alemanas, hizo dar marcha atrás a la tendencia expansionista alemana.
El golpe definitivo al expansionismo alemán hacia el este llegó con el fin de la Segunda Guerra Mundial, en la que la Alemania nazi había invadido Polonia en 1939 y la Unión Soviética en 1941, parcialmente basado en la creencia de que Alemania debía conquistar un "espacio vital en el este" (Lebensraum im Osten) para asegurar su futuro. Según algunas fuentes polacas, los oficiales nazis usaron el término Drang nach Osten con motivo de la expulsión de 800.000 polacos de los campos de concentración tras la derrota del Alzamiento de Varsovia en 1944, cuando el Ejército Rojo estaba ya próximo a la ciudad. Según las mismas fuentes, la ciudad de Varsovia, con millones de habitantes, iba a ser completamente destruida por orden personal de Hitler, y, al ejecutar tal orden, Himmler declaró que los polacos habían sido un obstáculo a la expansión de Alemania hacia el este durante los últimos 700 años, y que el objetivo era eliminar permanentemente dicho obstáculo.
La expulsión masiva de las poblaciones alemanas del este entre 1945 y 1948 se basó en las decisiones de la conferencia de Potsdam con respecto a la línea Óder-Neisse. Se rediseñaron los territorios alemanes dentro de las fronteras del año 1881. Mientras que algunos territorios eslavos históricos entre la línea Óder-Neisse y el río Elba permanecieron dentro del territorio alemán, alrededor de 15 millones de alemanes de provincias orientales históricas fueron expulsados y enviados a la RDA o a la RFA.